# Feduk
Feduk (ros. Федýк), właśc. Fiodor Andrejewicz Insarow (ros. Фёдор Андреевич Инсаров; ur. 9 lutego 1992 w Moskwie) – rosyjski piosenkarz, raper i muzyk.

## Życiorys
Karierę muzyczną zaczynał w 2010. W 2013 nagrał utwór, który potem użyty został jako utwór przewodni filmu Kibolski świat (ros. Okołofutbola, Околофутбола) w reżyserii Antona Bormatowa, a także wydał swój debiutancki album studyjny Sezon pożarcze, który został nagrany wspólnie z Toobe’em. Od tej pory regularne wydaje kolejne płyty: Ghetto Space (2014), Nasz ostrow (2015), Fri (2016), F&Q (2017) i More Love (2018).
W 2017 nagrał i wydał singiel „Rozowoje wino”, który nagrał w duecie z Ełdżejem. Piosenka stała się ogólnokrajowym przebojem, a zrealizowany do niej teledysk osiągnął wynik 348 mln wyświetleń w serwisie YouTube. Singiel w Polsce uzyskał status złotej płyty.
W 2018 otrzymał nagrody RU.TV i Fashion People Awards za wygraną w kategorii „Przełom roku”.

## Dyskografia
Albumy studyjne
| Rok  | Album                                                                                             |
| ---- | ------------------------------------------------------------------------------------------------- |
| 2014 | Ghetto Space - Data: 10 lutego 2014 - Wydawca: Random Crew - Format: digital download             |
| 2015 | Nasz ostrow (Наш остров) - Data: 6 czerwca 2015 - Wydawca: Random Crew - Format: digital download |
| 2016 | Fri (Фри) - Data: 9 września 2016 - Wydawca: Random Crew - Format: digital download               |
| 2017 | F&Q - Data: 23 czerwca 2017 - Wydawca: Random Crew - Format: digital download                     |
| 2018 | More Love - Data: 8 listopada 2018 - Wydawca: Random Crew - Format: digital download              |

Albumy kolaboracyjne
| Rok  | Album |
| ---- | --- |
| 2013 | Sezon pożarcze (Сезон пожарче) (oraz TooBe) - Data: 3 czerwca 2013 - Wydawca: Random Crew - Format: digital download |

Minialbumy (EP)
| Rok  | Album                                                                                               |
| ---- | --------------------------------------------------------------------------------------------------- |
| 2014 | Nocnyj staf (Нотный Стаф) - Data: 24 grudnia 2014 - Wydawca: Random Crew - Format: digital download |

Single
| Rok                                                 | Tytuł | Pozycja na liście przebojów | Pozycja na liście przebojów | Pozycja na liście przebojów | Pozycja na liście przebojów | Album     |
| Rok                                                 | Tytuł | POL                         | WNP                         | WNP                         | WNP                         | Album     |
| Rok                                                 | Tytuł | POL                         | Radio                       | Radio & YouTube             | YouTube                     | Album     |
| --------------------------------------------------- | --- | --------------------------- | --------------------------- | --------------------------- | --------------------------- | --------- |
| 2011                                                | „Bylym vremenam (Былым временам)” (gościnnie No kanifol')                                                  | –                           | –                           | –                           | –                           | —         |
| 2011                                                | „BTL/Budu Tebya Lyubit (БТЛ/Буду Тебя Любить)” (gościnnie 158)                                             | –                           | –                           | –                           | –                           | —         |
| 2011                                                | „One Love (Ван Лав)” (gościnnie TooBe, ChikaLika)                                                          | –                           | –                           | –                           | –                           | —         |
| 2013                                                | „Okolofutbola (Околофутбола)”                                                                              | –                           | –                           | –                           | –                           | —         |
| 2014                                                | „Ne odno i to że (Не одно и то же)” (gościnnie TooBe)                                                      | –                           | –                           | –                           | –                           | —         |
| 2014                                                | „Ulofa Palimye (Улофа Пальме)” (gościnnie TooBe)                                                           | –                           | –                           | –                           | –                           | —         |
| 2015                                                | „Moskwa (Москва)” (gościnnie Antiosov)                                                                     | –                           | –                           | –                           | –                           | —         |
| 2015                                                | „24 oktabra (24 октября)”                                                                                  | –                           | –                           | –                           | –                           | —         |
| 2016                                                | „Rawnina (Равнина)”                                                                                        | –                           | –                           | –                           | –                           | —         |
| 2016                                                | „Perebral (Перебрал)”                                                                                      | –                           | –                           | –                           | –                           | —         |
| 2016                                                | „Mne Nuzhna Moskva (Мне Нужна Москва)” (gościnnie Reptar)                                                  | –                           | –                           | –                           | –                           | —         |
| 2016                                                | „Tour de France”                                                                                           | –                           | –                           | –                           | –                           | —         |
| 2016                                                | „Uber” | –                           | –                           | –                           | –                           | —         |
| 2017                                                | „Na etaże (На этаже)” (gościnnie Folkpro)                                                                  | –                           | –                           | –                           | –                           | —         |
| 2017                                                | „Turki (Турки)” (gościnnie Lil Melon)                                                                      | –                           | –                           | –                           | –                           | —         |
| 2017                                                | „Kulturnyj agressor (Культурный агрессор)”                                                                 | –                           | –                           | –                           | –                           | —         |
| 2017                                                | „Rozowoje wino (Розовое вино)” (oraz Ełdżej)                                                               | 18                          | 16                          | 1                           | 1                           | —         |
| 2017                                                | „Moriak (Моряк)”                                                                                           | –                           | 585                         | 20                          | 3                           | —         |
| 2017                                                | „Groove”                                                                                                   | –                           | –                           | 190                         | 27                          | —         |
| 2017                                                | „Rozowo-malinowoje wino (Розово-малиновое вино)” (gościnnie Igor Nikołajew, Iwan Urgant, Aleksandr Gudkow) | –                           | –                           | –                           | –                           | —         |
| 2018                                                | „Chlopja letiat nawierch (Хлопья летят наверх)”                                                            | –                           | –                           | 183                         | 41                          | —         |
| 2018                                                | „Hustle Tales” (gościnnie Big Baby Tape)                                                                   | –                           | –                           | –                           | –                           | —         |
| 2018                                                | „Zakrywaj glaza (Закрывай глаза)”                                                                          | –                           | –                           | –                           | –                           | —         |
| 2018                                                | „Tusinarusi (Тусинаруси)”                                                                                  | –                           | –                           | –                           | –                           | —         |
| 2018                                                | „Scooby-Doo (Скуби-Ду)” (gościnnie Kravz)                                                                  | –                           | –                           | –                           | –                           | —         |
| 2018                                                | „Na lajcie (На лайте)” (gościnnie Tony Tonite)                                                             | –                           | –                           | –                           | –                           | —         |
| 2018                                                | „Big-Boy (Биг-Бой)” (gościnnie Platina, OG Buda, Lil krystalll)                                            | –                           | –                           | –                           | –                           | —         |
| 2018                                                | „Po wolnam (По волнам)”                                                                                    | –                           | –                           | –                           | –                           | More Love |
| 2018                                                | „Gde sprawiedliwost? (Где справедливость?)” (gościnnie Misha Dzhigli, Slava KPSS)                          | –                           | –                           | –                           | –                           | —         |
| 2018                                                | Holostyak (Холостяк) (oraz LSP i Egor Krid)                                                                | –                           | 106                         | 23                          | 8                           | —         |
| 2019                                                | „Choroszaja akustika (Хорошая акустика)” (gościnnie OG Buda)                                               | –                           | –                           | –                           | –                           | —         |
| 2019                                                | „Lambo (Ламбо)” (gościnnie Platina)                                                                        | –                           | –                           | –                           | –                           | —         |
| 2019                                                | „Moriak (Моряк)” (remix) (gościnnie Sitek)                                                                 | –                           | –                           | –                           | –                           | —         |
| 2019                                                | „27” | –                           | –                           | 27                          | 21                          | —         |
| 2019                                                | „Krutaja (Крутая)” (gościnnie Lil krystalll)                                                               | –                           | –                           | –                           | –                           | —         |
| 2019                                                | „More lubwi (Море Любви)”                                                                                  | –                           | –                           | –                           | –                           | —         |
| 2019                                                | „Palmy (Пальмы)”                                                                                           | –                           | –                           | –                           | –                           | —         |
| 2019                                                | „Moj gorod (Мой город)”                                                                                    | –                           | –                           | –                           | –                           | —         |
| 2019                                                | „Sacharok (Сахарок)” (gościnnie Wonder Phill)                                                              | –                           | –                           | –                           | –                           | —         |
| 2020                                                | „Ostansia (ОСТАНЬСЯ)”                                                                                      | –                           | 82                          | 90                          | –                           | —         |
| 2020                                                | „Kraski (Краски)”                                                                                          | –                           | 311                         | 327                         | –                           | —         |
| „–” oznacza, że singiel nie był notowany na liście. | |                             |                             |                             |                             |           |